# David Forsyth
David Lee Forsyth (ur. 18 września 1947 w Long Beach) – amerykański aktor i reżyser telewizyjny.

## Życiorys

### Wczesne lata
Urodził się w Long Beach w Kalifornii w rodzinie wojskowej jako syn Elizabeth Ann Reardon (1916–2008) i Thomasa Marshalla Forsytha Jr. (1916–2003). Potomek Johna Marshalla, czwartego sekretarza stanu Stanów Zjednoczonych. W latach 1967–1971 podczas wojny wietnamskiej służył w piechocie morskiej jako sanitariusz, a po wojnie pracował jako sanitariusz i strażak na Florydzie.

### Kariera
W 1980 przeprowadził się do Los Angeles, gdzie otrzymał rolę T.J. Canfielda w operze mydlanej NBC Teksas (1981–1982). Po występie jako Burke Donovan w dwóch odcinkach opery mydlanej CBS As the World Turns (1983), od 23 grudnia 1983 do 26 grudnia 1986 grał postać dziennikarza „Henderson Herald” Hogana McClearya w operze mydlanej NBC Search for Tomorrow. Następnie wcielał się w rolę weterynarza i lekarza w Wietnamie – Johna Hudsona w operze mydlanej NBC Inny świat (1987–1997), za którą zdobył dwie nominacje do nagrody Emmy (1989, 1996) i był nominowany do nagrody Soap Opera Digest (1990). Forsyth przypisał ówczesnemu producentowi wykonawczemu Johnowi Whitesellowi pomysł przeniesienia własnych doświadczeń z Wietnamu do roli Hudsona, co pomogło mu przetworzyć własne skomplikowane doświadczenia podczas wojny. 
W jednym odcinku serialu HBO Seks w wielkim mieście (1998) pojawił się jako szef Mirandy (Cynthia Nixon), Senior Partner „Chip”. Od 6 stycznia do 24 sierpnia 1998 występował w podwójnej roli jako Jim Thomasen i Bob Thomasen w operze mydlanej ABC Wszystkie moje dzieci. W latach 2002–2006 wyreżyserował osiem odcinków opery mydlanej ABC Szpital miejski. Można go było także dostrzec w serialach: Dni naszego życia (2001), Prawo i porządek: sekcja specjalna (2004), Prawo i porządek (2006), Rockefeller Plaza 30 (2008), Tylko jedno życie (2009) i Prawo i porządek: Zbrodniczy zamiar (2010).